# Margarinotus fragosus
Margarinotus fragosus är en skalbaggsart som först beskrevs av Lewis 1892.  Margarinotus fragosus ingår i släktet Margarinotus och familjen stumpbaggar. Inga underarter finns listade i Catalogue of Life.